# Dibujos en la arena (Vanuatu)
Los dibujos en la arena son una tradición y práctica artística y ritual en Vanuatu, reconocida por la Unesco como Obra Maestra del Patrimonio Oral e Inmaterial de la Humanidad.
El "dibujo en la arena" se produce sobre arena, ceniza volcánica o arcilla. Se trata de "una línea continua y sinuosa sobre una rejilla imaginaria que produce una composición elegante y a menudo simétrica de figuras geométricas". El medio del artista es un solo dedo.
La Unesco describe los dibujos en la arena como:
"Esta tradición gráfica rica y dinámica se ha desarrollado como un medio de comunicación entre los miembros de unos 80 grupos lingüísticos diferentes que viven en las islas del centro y del norte del archipiélago. Los dibujos sirven también de medio nemotécnico para fijar y transmitir rituales, conocimientos mitológicos y una multitud de informaciones orales sobre historia local, cosmologías, sistemas de parentesco, ciclos de canto, técnicas agrícolas, diseño arquitectónico o artesanal o modelos coreográficos. La mayoría de los dibujos en la arena tienen varias funciones y niveles de significación: pueden “leerse” como obras de arte, fuentes de información, ilustraciones de relatos, firmas o simplemente como mensajes u objetos de contemplación. Pero esos dibujos en la arena no son simples “imágenes”, sino una combinación de conocimientos, de cantos y de relatos cargados de significaciones sagradas o profanas. Los maestros en este arte no sólo deben conocer perfectamente los motivos, sino también comprender su significado. Además, deben de ser capaces de interpretar los dibujos para los espectadores."
El Centro Cultural de Vanuatu ha señalado respecto al dibujo en la arena que su "contenido y sentido profundo tiende a desaparecer. Hoy en día, sólo unos pocos practicantes dominan el dibujo en la arena y su conocimiento asociado. La práctica ha tendido a centrarse en el aspecto gráfico, para la publicidad o el turismo, en detrimento de su significado y función originales". En consecuencia, el Centro, junto con el Comité de Acción para Salvar los Dibujos en la Arena han iniciado un Plan Nacional de Acción para la Salvaguarda del dibujo de Arena. El programa está patrocinado por la UNESCO. De forma destacada, el proyecto dio lugar a un Festival Nacional de Dibujo en Arena, a partir de 2004.
El movimiento indígena Turaga, basado en la Isla de Pentecostés escribe usando Avoiuli, un alfabeto inspirado en los diseños que se encuentran en los dibujos de arena tradicionales.